# جوني كوك
جوني كوك (بالإنجليزية: Johnny Cook)‏ هو لاعب كرة قدم أمريكية ولاعب كرة القدم الكندية أمريكي، ولد في 19 ديسمبر 1925 في لينوكس في الولايات المتحدة.

## وصلات خارجية
- جوني كوك على موقع JustSportsStats.com (الإنجليزية)
- جوني كوك على موقع كلية كرة القدم في سبورتس رفرنس.كوم (الإنجليزية)